# Escaldes
Escaldes (Catalaans: les Escaldes) is een dorp in de Andorrese parochie Escaldes-Engordany in het zuidoosten van het land. De parochie heeft haar naam te danken aan Escaldes en het dorp Engordany.
Aan de westzijde grenst het dorp aan de hoofdstad Andorra la Vella. Aan de oostzijde ligt op een halve kilometer afstand de plaats Engolasters.